# 大島義浮
大島 義浮（おおしま よしひろ、1668年（寛文8年） - 1746年9月23日（延享3年8月9日））は、江戸時代中期の旗本寄合席で加治田大島氏。通称は左兵衛、小太郎、初名は義延。別名に織部義浮。父は大島義保、母は天方倶通の娘。妻は松平忠周の娘。子に大島義勝、山岡景藤、養子に大島義陳がいる。

## 生涯
- 1673年（延宝元年）7月11日、6歳で家督を相続し、小普請組となる。
- 1698年（元禄11年）8月18日、小姓組となる。
- 1699年（元禄12年）10月22日、火事場目付となる（1700年（元禄13年）1月23日廃止）。
- 1702年（元禄15年）2月28日、小十人頭となる。
- 1725年（享保10年）6月18日、目付となる。
- 1731年（享保16年）1月11日、御先鉄砲頭をつとめる。
- 1737年（元文2年）4月に加治田村平井家へ刀差免文書、1741年（寛保元年）8月に平井家へ門並役免除の文書を出す。
- 1746年（延享3年）1月21日、老齢により職を辞し、旗本寄合席に列した。
- 1746年（延享3年）8月9日死去。79歳。法名は勝林院殿久扇義長居士。